# Данієль Торрес
Данієль Торрес (ісп. Daniel Alejandro Torres, нар. 15 листопада 1989, Какеса) — колумбійський футболіст, півзахисник, фланговий півзахисник клубу «Алавес».
Виступав, зокрема, за клуби «Санта-Фе» та «Індепендьєнте Медельїн», а також національну збірну Колумбії.

## Клубна кар'єра
У дорослому футболі дебютував 2008 року виступами за команду клубу «Санта-Фе», в якій провів три сезони, взявши участь у 56 матчах чемпіонату.
Згодом з 2011 по 2015 рік грав у складі команд клубів «Атлетіко Насьйональ» та «Санта-Фе».
Своєю грою за останню команду привернув увагу представників тренерського штабу клубу «Індепендьєнте Медельїн», до складу якого приєднався 2015 року. Відіграв за команду з Медельїна наступний сезон своєї ігрової кар'єри. Більшість часу, проведеного у складі «Індепендьєнте Медельїн», був основним гравцем команди.
До складу клубу «Алавес» приєднався 2016 року.

## Виступи за збірну
2015 року дебютував в офіційних матчах у складі національної збірної Колумбії. Наразі провів у формі головної команди країни 10 матчів.
У складі збірної був учасником Кубка Америки 2016 року в США, на якому команда здобула бронзові нагороди.

## Статистика виступів

### Статистика клубних виступів
| Сезон             | Команда                  | Чемпіонат           | Чемпіонат | Чемпіонат | Національний кубок | Національний кубок | Континентальні кубки | Континентальні кубки | Усього | Усього |
| Сезон             | Команда                  | Ліга                | Ігор      | Голів     | Ігор               | Голів              | Ігор                 | Голів                | Ігор   | Голів  |
| ----------------- | ------------------------ | ------------------- | --------- | --------- | ------------------ | ------------------ | -------------------- | -------------------- | ------ | ------ |
| 2009              | «Санта-Фе»               | Категорія Прімера A | 16        | 0         | 0                  | 0                  | 0                    | 0                    | 16     | 0      |
| 2010              | «Санта-Фе»               | Категорія Прімера A | 21        | 0         | 0                  | 0                  | 6                    | 0                    | 27     | 0      |
| 2011              | «Санта-Фе»               | Категорія Прімера A | 13        | 0         | 4                  | 0                  | 0                    | 0                    | 17     | 0      |
| 2011              | «Атлетіко Насьйональ»    | Категорія Прімера A | 12        | 0         | 4                  | 0                  | 0                    | 0                    | 16     | 0      |
| 2012              | «Санта-Фе»               | Категорія Прімера A | 21        | 0         | 6                  | 0                  | 0                    | 0                    | 27     | 0      |
| 2013              | «Санта-Фе»               | Категорія Прімера A | 38        | 0         | 4                  | 0                  | 0                    | 0                    | 42     | 0      |
| 2014              | «Санта-Фе»               | Категорія Прімера A | 36        | 1         | 11                 | 0                  | 12                   | 0                    | 59     | 1      |
| 2015              | «Санта-Фе»               | Категорія Прімера A | 13        | 0         | 2                  | 0                  | 8                    | 1                    | 23     | 1      |
| 2015              | «Індепендьєнте Медельїн» | Категорія Прімера A | 23        | 2         | 6                  | 0                  | 8                    | 0                    | 29     | 2      |
| 2016              | «Індепендьєнте Медельїн» | Категорія Прімера A | 16        | 1         | 1                  | 0                  | 0                    | 0                    | 17     | 1      |
| Усього за кар'єру | Усього за кар'єру        | Усього за кар'єру   | 209       | 4         | 38                 | 0                  | 34                   | 1                    | 281    | 5      |

## Титули і досягнення

### Клубні
- «Санта-Фе»

Чемпіон Колумбії (2): 2012-I, 2014-II
Володар Кубка Колумбії (1): 2009
Володар Суперліги Колумбії (2): 2013, 2015

### Збірна
- Колумбія

Бронзовий призер Кубка Америки: 2016